# پروستیبور
پروستیبور (به چکی: Prostiboř) یک منطقهٔ مسکونی در جمهوری چک است که در ناحیه تاخوو واقع شده‌است. پروستیبور ۱۰٫۳۴ کیلومتر مربع مساحت و ۱۴۶ نفر جمعیت دارد و ۴۳۰ متر بالاتر از سطح دریا واقع شده‌است.